# Episodi di Fiore e Tinelli (seconda stagione)
Questa è una lista degli episodi della seconda stagione della sit-com Fiore e Tinelli.
| nº | Titolo                | Prima TV Italia |
| -- | --------------------- | --------------- |
| 1  | Sole                  | 18 maggio 2009  |
| 2  | Brutte figure         | 19 maggio 2009  |
| 3  | Piccoli equivoci      | 20 maggio 2009  |
| 4  | Il migliore amico     | 21 maggio 2009  |
| 5  | Le tre figlie         | 22 maggio 2009  |
| 6  | Fuori fino a tardi    | 25 maggio 2009  |
| 7  | Barca dolce barca     | 27 maggio 2009  |
| 8  | Il bullo              | 28 maggio 2009  |
| 9  | Spionaggio            | 29 maggio 2009  |
| 10 | Palloni gonfiati      | 1º giugno 2009  |
| 11 | Dire fare baciare     | 2 giugno 2009   |
| 12 | Il fascino di Tinelli | 3 giugno 2009   |
| 13 | Canguri               | 4 giugno 2009   |
| 14 | La lettera            | 8 giugno 2009   |
| 15 | Amnesia               | 9 giugno 2009   |

## Sole
- Diretto da: Paolo Massari
- Scritto da: Lucia Minati

### Trama
Fiore viene invitata dagli zii a fare il giro del mondo in barca a vela.
Però, a sostituire Fiore ci sarà Sole, che diventerà una nuova amica di Tinelli con cui condividerà anche i videogiochi.

## Brutte figure
- Diretto da: Paolo Massari
- Scritto da: Lucia Minati

### Trama
Tinelli ha a che fare con una ragazza, Allegra, e fa una pessima figura.
Nel frattempo, i Tinelli organizzano sotto casa una vendita dei giocattoli che alla fabbrica di Enzo sono stati scartati insieme ai Fiore.
- Altri interpreti: Benedetta Balestri (Allegra)

## Piccoli equivoci
- Diretto da: Paolo Massari
- Scritto da: Lucia Minati

### Trama
Sole vorrebbe invitare Tinelli alla festa del quartiere, ma quando glielo chiede lui pensa che l'invito sia rivolto a un altro ragazzo della sua scuola. Intanto Annina è disperata perché non trova il partner per la festa, e chiede aiuto ai genitori.

## Il migliore amico
- Diretto da: Paolo Massari
- Scritto da: Lucia Minati

### Trama
Tinelli, per non aiutare in casa, finge di avere un amico, Lino Piso. Ma Timo è costretto a travestirsi da lui perché Annina ha scoperto la verità.
Sole, Rino e Flora organizzano una festa in maschera.

## Le tre figlie
- Diretto da: Paolo Massari
- Scritto da: Lucia Minati

### Trama
Il signor Bitonto viene a cena a casa dei Tinelli. Sole insegna a Maria Vittoria come si fa il sushi, ma senza successo.
Enzo dice al signor Bitonto di avere tre figlie, che sono "interpretate" da Annina, Sole e Tinelli (travestito da femmina). L'uomo poi scopre la verità.

## Fuori fino a tardi
- Diretto da: Paolo Massari
- Scritto da: Lucia Minati

### Trama
Tinelli è invidioso di Sole, che può rientrare tardi, mentre lui deve rimanere a casa.
Enzo, intanto, compra un aspirapolvere dai Fiore, combinando una miriade dei guai.

## Barca dolce barca
- Diretto da: Paolo Massari
- Scritto da: Lucia Minati

### Trama
Tinelli cerca di dichiararsi a Sole dato che si è innamorato di lei, ma non ci riesce. Nel frattempo, Enzo cerca di vedere la partita ostacolato dalla moglie che tenta di vedere "IDP - Impresa di pulizia", il suo programma preferito.

## Il bullo
- Diretto da: Paolo Massari
- Scritto da: Lucia Minati

### Trama
A Tinelli cade la palla del vicino nel giardino accanto. Ma il vicino, che è un bullo, gliela dà tutta sgonfiata. Allora Sole decide di insegnargli il karate. 
Annina e Maria Vittoria decidono di ballare all'anniversario dei Fiore, ma non sanno di non essere brave.

## Spionaggio
- Diretto da: Paolo Massari
- Scritto da: Lucia Minati

### Trama
Maria Vittoria aspira ad entrare nel club delle "Signore Educate, Ordinate e Gentili". 
Intanto, Sole e Tinelli indagano per vedere chi è stato ad esaurire lo spazio delle memory card della PlayStation.
È stata appunto Maria Vittoria, e le signore Ginevra e Genoveffa (le fondatrici del club) la cacciano e prendono Nonna Elvira.

## Dire, fare, baciare
- Diretto da: Paolo Massari
- Scritto da: Lucia Minati

### Trama
Tinelli fa finta di conoscere personaggi famosi per impressionare Michele, un nuovo amico di Annina che conosce alcuni vip. Nel frattempo, Enzo e Rino cercano di togliere una macchia da loro provocata su di un quadro prima che Maria Vittoria se ne accorga.

## Il fascino di Tinelli
- Diretto da: Paolo Massari
- Scritto da: Lucia Minati

### Trama
Enzo compra ai saldi un lettore DVD portatile, nel quale però Maria Vittoria vuole vedere i suoi DVD di IDP. Nel frattempo, Tinelli fa da ispiratore ad un amico di Sole che si è innamorato di lei, dato che Tinelli stesso gli aveva inventato che la ragazza era invaghita di lui e cerca così di capire come conquistarla, riuscendoci, anche se alla fine la trascura in favore dei pallini della plastica di imballaggio.

## Canguri
- Diretto da: Paolo Massari
- Scritto da: Lucia Minati

### Trama
Tinelli non sa cosa regalare a Sole per il suo compleanno, così chiama Fiore per farsi aiutare. A causa di disturbi telefonici Tinelli non capisce molto bene cosa l'amica gli abbia detto tanto da scambiare due auguri con due canguri. Intanto, Maria Vittoria cerca di sistemare la sua casa dato che i Fiore l'hanno disordinata a causa di una festa da loro organizzata.
- Altri interpreti: Francesca Calabrese (Fiore)

## Amnesia
- Diretto da: Paolo Massari
- Scritto da: Lucia Minati

### Trama
Sole capisce di essersi innamorata di Tinelli, e, su consiglio di Fiore, finge di perdere la memoria e ricordare solo di essere la fidanzata di Tinelli. Quando stanno per darsi il primo bacio, Sole cade e perde davvero la memoria. Nel frattempo, Flora, Rino e Timo si accampano a casa dei Tinelli perché la loro casa si è allagata. Enzo, non sopportando più i vicini, decide di allagare la propria casa; ma proprio in quel momento i Fiore rivelano di aver finto di avere la casa allagata: era solo una scommessa per sapere se i Tinelli li avrebbero ospitati.
- Altri interpreti: Francesca Calabrese (Fiore)